# Sector 7
Sector 7 (coreà: 7광구) és una pel·lícula en 3D i de monstres de terror i d'acció de ciència-ficció de Corea del Sud del 2011 dirigida per Kim Ji-hoon qui prèviament havia dirigir May 18.
El 2012 Shout! Factory va llançar la pel·lícula en DVD, Blu-ray Disc i Blu-ray 3D.

## Argument
Un petit equip de treballadors de les plataformes petrolieres estan buscant petroli no descobert a la plataforma petrolífera Sector 7, davant de la costa de l'illa de Jeju. Després que la tensió augmenta a partir d'innombrables fracassos, l'oncle del personatge principal Hae-joon torna amb l'esperança de buscar els pous de petroli sense explotar. El que no s'adonen és que té un motiu molt diferent. Treballant juntament amb un investigador a bord de la plataforma, planeja generar una forma de vida recentment descoberta, els fluids corporals de la qual poden cremar-se durant més de 30 hores, com una nova forma de combustible en lloc de petroli.
Però la tragèdia arriba quan l'exemplar s'escapa amb la mort de l'investigador, el metge i un altre treballador a seguir. Amb la pèrdua del poder principal, els treballadors queden encallats mentre la criatura comença a caçar per al seu proper àpat. Armats amb només unes quantes armes i el coneixement de la menor susceptibilitat de la criatura a les flames, els treballadors restants han de treballar junts per matar la bèstia abans que els caci un per un i escapar de la plataforma petroliera. Però amb la seva increïble velocitat (malgrat la seva mida), la seva llengua ràpida com una llança i la seva pell gairebé impenetrable, potser no tenen cap possibilitat.

## Procés de producció
Dels 1.800 talls, el CG va representar 1.748 talls. Els monstres que apareixen a la pel·lícula provenen de l'aparició de criatures marines com ara ascidis.

## Repartiment
- Ha Ji-won com a Cha Hae-joon
- Oh Ji-ho com a Kim Dong-soo
- Ahn Sung-ki com el capità Lee Jeong-man
- Park Chul-min as To Sang-goo
- Song Sae-byeok com a Go Jong-yoon
- Lee Han-wi com a Jang Moon-hyeong
- Cha Ye-ryun com a Park Hyeon-jeong